# Jean-Baptiste Boukary Lingani
Jean-Baptiste Boukary Lingani est un officier de l'armée de la République de Haute-Volta au grade de commandant exécuté avec Henri Zongo le 19 septembre 1989 par Blaise Compaoré qui l'accuse de préparer un coup d'État.